# Josina Machel
Josina Muthemba Machel (Vilanculos, Inhambane, 10 de agosto de 1945 – Dar es-Salaam, Tanzania, 7 de abril de 1971) fue una figura significativa en la historia política social y reciente de Mozambique.

## Biografía
Nació con un hermano mellizo, Belmiro, en Vilanculos, Inhambane, Mozambique el 10 de agosto de 1945, en una familia de 5 hermanas y 3 hermanos.  Su abuelo era un predicador presbiteriano evangelista quién predicó nacionalismo e identidad cultural contra asimilación europea.  Su padre trabajó como enfermero en hospitales del gobierno, aunque esto ocasionó que periódicamente cambiase de residencia junto con su familia debido a su trabajo. Alguna que otra vez, Josina, su padre, dos de sus hermanas, y dos tíos fueron detenidos a raíz de su participación en oposición clandestina a la administración colonial portuguesa. Ella se convirtió en una figura clave para la independencia mozambiqueña. Promovió la emancipación de las mujeres africanas. Contrajo nupcias con Samora Machel, quien luego sería el primer presidente de Mozambique. Falleció a los 25 años de edad.

## Primeros años
A los 7 años, Josina entró en la escuela primaria “Dom João de Castro” en Mocímboa da Praia. Esta era una escuela para los niños de portugueses y familias africanas asimiladas. Dos años más tarde su padre será trasladado a la ciudad de João Belo, y Josina sigue sus estudios en la escuela “Mouzinho de Alburquerque” en la ciudad cercana de Xai-Xai.  Acabado 4.º grado, Josina ha agotado las opciones para escolarización local y se ve obligada a trasladarse a la ciudad capital de Lourenço Marques (actual Maputo) para continuar su educación.  Allí vive con su abuela.

## Adolescencia
En 1958, a los 13 años, Josina entra en la escuela comercial “Dr. Azevedo e Silva” para estudiar contabilidad.  Dos años más tarde,  se une al Núcleo de Estudiantes de Secundaria de Mozambique, el cual busca reafirmar la identidad cultural y concienciación política entre alumnado secundario.  En marzo de 1964 huye intempestivamente del país con otros alumnos (incluyendo Armando Emilio Guebuza) con la intención de unirse el Frente de Liberación Mozambicana (FRELIMO), que tenía en esos momentos su base en Tanzania. Realizan el viaje durante 800 millas por la frontera entre Rodesia (ahora Zimbabue) y Zambia. En Las cataratas de Victoria son apresados y la policía los lleva de nuevo a la capital en Lourenço Marques, donde los encarcelan. Cinco meses más tarde, en el mes de su 19º cumpleaños, Josina es liberada de la prisión a raíz de una campaña internacional llevada a cabo por FRELIMO.  Ella siguió asistiendo a la escuela secundaria bajo la estrecha mirada de agentes policiales.
Cuatro meses después Josina huye de Mozambique por segunda vez, con un grupo de amigos y alumnos. A partir de este momento Josina nunca volvió a ver a ningún miembro de su familia. El grupo buscó asilo en Suazilandia, donde fueron aceptados en un campamento de refugiados. Con la ayuda de un Pastor Presbiteriano local, también simpatizante del FRELIMO, logran escapar del campamento al llegar rumores de que ella y otros tres compañeros serán deportados por las autoridades portuguesas.  Viajan primero en coche, después a pie, y finalmente en autobús. Los cuatro estudiantes llegan a Johannesburgo, Sudáfrica, donde hacen contacto con una versión del FRELIMO del Ferrocarril Subterráneo americano.  Viajan desde allí en camión a Francistown, Botsuana, donde se unen a otras 14 personas que también buscan la forma de llegar a Tanzania. Son declarados "visitantes indeseables” por las autoridades coloniales británicas, que intentan realizar las gestiones para poder deportar a todos a Suazilandia. Gracias a la intensa publicidad internacional en relación con la Organización de Unidad africana y las Naciones Unidas, el entonces dirigente del FRELIMO Eduardo Mondlane, consigue persuadir a las autoridades británicas de liberar a los 18 estudiantes y dejarlos llegar a Tanzania. El grupo es custodiado por ACNUR Alto Comisionado de las Naciones Unidas para los Refugiados, que organiza el viaje de estos para Lusaka, Zambia. Allí pasan varios días en un campamento de refugiados hasta que son entregados a un representante del FRELIMO.  Después de un arduo y largo viaje en autobuses públicos, el grupo finalmente llega débil y desmoralizado a Dar es Salaam, Tanzania.  Sumando todo, Josina había viajado casi 2,000 millas de su casa.

## En lucha por la liberación

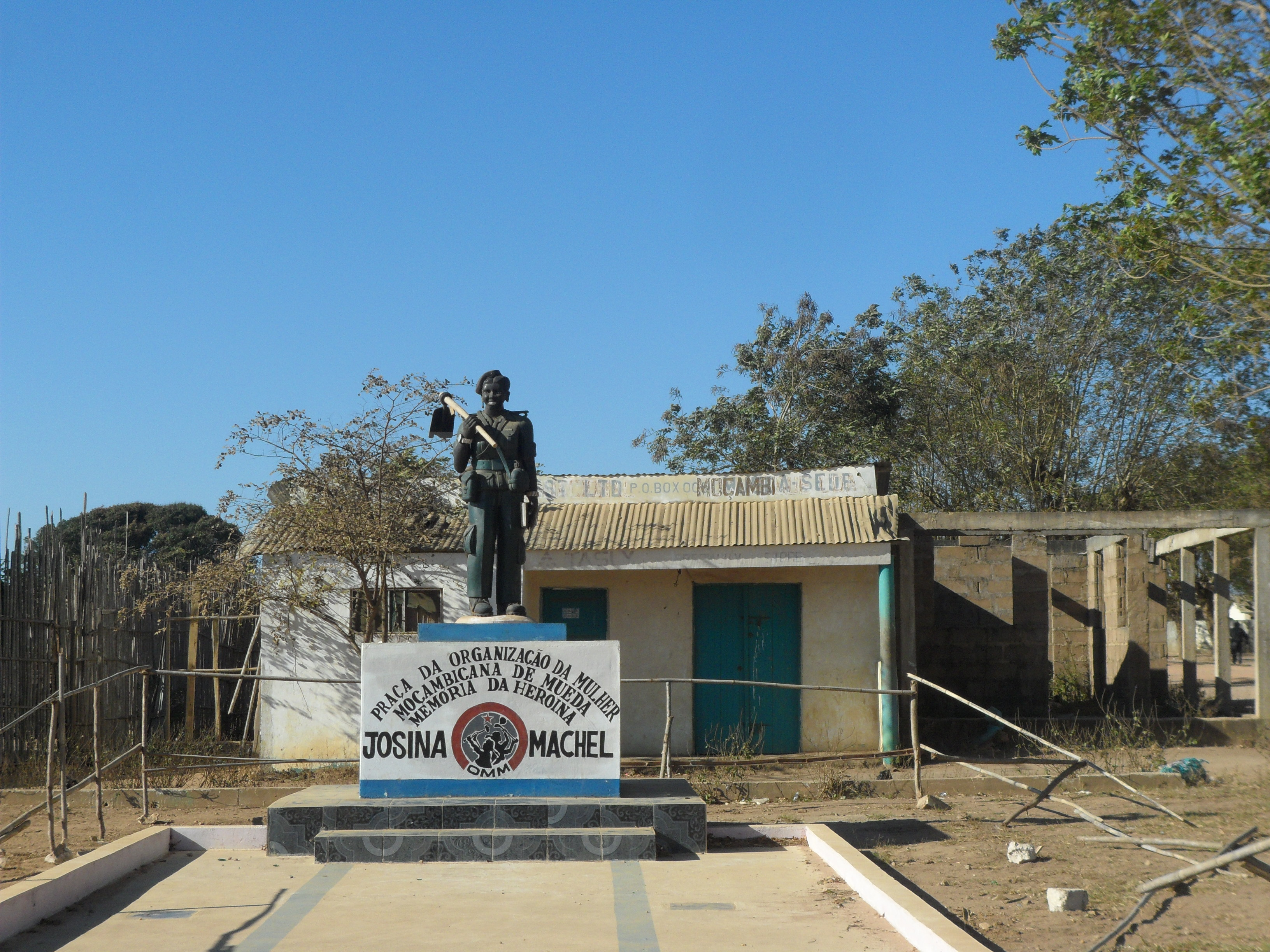
Su estatua en Mueda, Cabo Delgado.

Al llegar a su 20º cumpleaños, Josina tenía múltiples responsabilidades en la búsqueda de la independencia nacional por parte del FRELIMO.Guerra de Independencia de Mozambique  Empezó su trabajo en el Instituto de Mozambique, un centro de educación residencial para alumnado Mozambiqueño en Tanzania, como ayudante de la directora Janet Mondlane, una mujer americana casada con presidente del FRELIMO, Eduardo Mondlane.  Un año y un medio más tarde, Josina rechaza una beca con la podría emprender estudios universitarios en Suiza y se hace voluntaria del Destacamento Femenino del FRELIMO. Esta rama del FRELIMO tiene la tarea de formar políticamente a las mujeres y hacer entrenamiento militar de cara a la lucha por la liberación, iniciativa extraordinaria en relación con la igualdad de género ya que iba en contra de normas culturales africanas tradicionales fuertemente arraigadas.
Josina se convertiría en una de las 25 mujeres jóvenes que pasan por tres meses de formación militar en Nachingwea en Tanzania del sur. Allí el movimiento por la liberación de Mozambique formó a todos sus luchadores para la guerra de gorilas de Mozambique. Samora Machel,  es el director de este centro de formación. 
Después, Josina y otras mujeres combatientes, combinan funciones defensivas con logísticas y de aprovisionamiento detrás de las líneas de combate. Se crea una organización comunitaria que transmite conocimientos acerca de las razones para la independencia, los objetivos y los propósitos locales de libertad, consiguiendo el apoyo moral y material de las poblaciones locales.  Esta división libera el trabajo para que los varones se dediquen a actividades exclusivamente militares. 
Durante 1968 el Destacamento Femenino evoluciona como programa de servicios sociales del FRELIMO para las áreas liberadas. Organizan los centros de salud, escuelas, y centros de cuidado del niño. Ayudan a las familias cuyas casas han sido destruidas, y proporciona soporte emocional a soldados heridos y familias locales traumatizadas por la guerra. Josina juega un rol visionario al identificar la necesidad de crear centros para el cuidado del niño, así mantienen un control de los niños huérfanos o separados de sus familias por la guerra.
A mediados de 1968 Josina es nombrada como delegada en el Segundo Congreso del FRELIMO, donde hace una potente defensa para la inclusión de las mujeres en todos los aspectos de la lucha por la liberación. Es entonces nombrada Encargada del Departamento de Relaciones Internacionales y de la sección de las Mujeres del FRELIMO. En este puesto viaja periódicamente a reuniones internacionales por los derechos de las mujeres y para la función de las mujeres en el desarrollo, utilizando ejemplos de su experiencia en el FRELIMO para promover la participación de las mujeres en igualdad en todos los procesos de desarrollo. Tiene ahora 24 años.
El año 1969 fue muy agitado para Josina.  Es nombrada encargada del Departamento de Asuntos Sociales del FRELIMO, dónde activamente desarrolla centros educativos y de cuidado para los niños en la parte norte de Mozambique, y realiza concienciación sobre la importancia de que las poblaciones locales manden a sus hijas a la escuela. Cuando el presidente Eduardo Mondlane del FRELIMO es asesinado en Tanzania por agentes portugueses, Josina viaja hasta allí para proporcionar apoyo a su viuda Janet. En mayo se casa con Samora Machel en el Centro Educativo de Tunduru en Tanzania del Sur, uno de los centros que ella ha ayudado a desarrollar. Al final de noviembre, nace Samito - Samora Junior, el único hijo de la pareja. 
Durante 1970 Josina empieza con síntomas de debilidad y dolores de estómago y viaja a Moscú para ser tratada. La diagnosis aparente es cáncer de hígado. Le ponen una dieta estricta como tratamiento recomendado. Josina a su regreso no desatiende sus deberes con el FRELIMO y al final del año deja a Samito con un amigo para emprender un viaje de dos meses, en gran parte a pie, a través de la provincia de Niassa con el fin de evaluar condiciones y actividades de plan para el Departamento de Asuntos Sociales.
En marzo de 1971 Josina viaja otra vez, a Cabo Delgado, para evaluar los programas sociales que están implementados allí. Durante esos días lucha con agotamiento y fatiga crónicos, pero sigue coordinando reuniones de más de 1000 personas. Cansada y muy delgada, decide regresar a Dar es Salaam a principios de abril. Cuando cruza la frontera a Tanzania, entrega su pistola a un compañero y dice, “Camaradas, ya no puedo continuar. Dale esto al comandante militar de la provincia de modo que pueda contribuir a la salvación de las personas Mozambiqueñas.”
En Dar es Salaam, Josina cae gravemente enferma el 5 de abril de 1971. Es ingresada en el Hospital Muhimbili y muere el 7 de abril de 1971 a la edad de 25 años.  Es enterrada en el Cementerio Kinondoni donde su tío Mateus Muthemba, quién fue asesinado por agentes portugueses en 1968, está también enterrado.

## Día de la Mujer Mozambiqueña

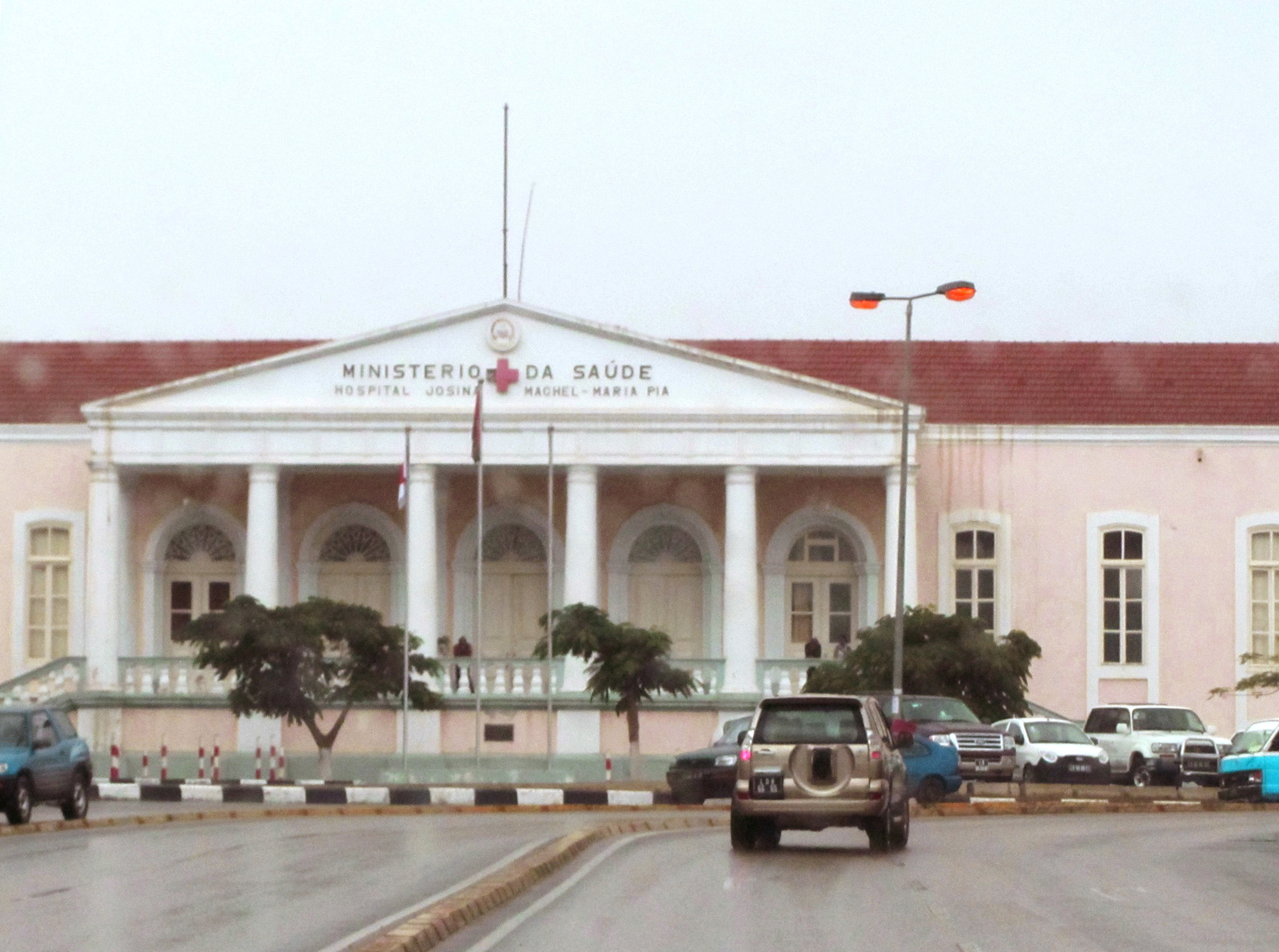
El Hospital Josina Machel, nombrado en su honor en Luanda, Angola.

En 1972, el FRELIMO declara el 7 de abril, día de la muerte de Josina, como El día de la mujer mozambiqueña.
En marzo de 1973 FRELIMO estableció la Organización Nacional de Mujeres Mozambiqueñas como brazo social y político del movimiento para las mujeres. Inspirado en parte por los ideales de la emancipación de las mujeres que Josina había promovido, la organización continuó trabajando con este objetivo hasta la independencia Mozambiqueña en 1975.  
Un gran número de hermanas en armas de Josina jugaron un papel fundamental en funciones de liderazgo en esta organización y en el gobierno. La escuela secundaria principal en la ciudad capital Maputo tomará su nombre.